# Марк Антоній Юліан
Марк Антоній Юліан (лат. Marcus Antonius Julianus) — прокуратор Юдеї у 66-70 роках під час Першої Юдейської війни.
Марк Антоній Юліан замінив на службі Гессія Флора, який виявився неспроможним уникнути конфліктів з юдеями. Проте і Юліан допустився помилок. Він використав для проживання палаци Ірода у Кесарії. Марк Антоній Юліан можливо був родичем Марка Антонія Фелікса — римського намісника Юдеї у 52-60 роках. Проте і йому не вдалося опанувати ситуацією та запобігти повстанню. Оскільки відбулася ескалація і повстання, то на придушення повстання були кинуті римські легіони під керівництвом Веспасіана, починаючи з 69 року, коли Веспасіан став імператором. Пізніше римлян очолив його син Тит. Війна закінчилася завоюванням Єрусалиму восени 70 року, та знищенням Другого храму. Марк Антоній Юліан згаданий Йосипом Флавієм під час наради римських командирів 28 серпня 70 року, коли відбувся штурм Храму.